# Le’Veon Bell
Le’Veon Andrew Bell (geboren am 18. Februar 1992 in Reynoldsburg, Ohio) ist ein ehemaliger US-amerikanischer American-Football-Spieler auf der Position des Runningbacks. Er spielte College Football an der Michigan State University. Im NFL Draft 2013 wurde er in der zweiten Runde von den Pittsburgh Steelers ausgewählt, für die er bis 2017 in der National Football League (NFL) aktiv war. Anschließend spielte er bis 2020 für die New York Jets. Anschließend stand er bei den Kansas City Chiefs, den Baltimore Ravens und den Tampa Bay Buccaneers unter Vertrag.

## Frühe Jahre
Er besuchte die Groveport Madison High School, wo er Football, Basketball und Leichtathletik ausübte. Für die Groveport Cruisers war er als Runningback aktiv und erlief als Senior bei 200 Versuchen 1.333 Yards und 21 Touchdowns. Er wurde von ESPN.com als Zweisternetalent gelistet und stand 2010 auf der Liste der besten Runningbacks des Landes auf Rang 211. Nach der Highschool bekam er nur wenige Stipendien angeboten und entschied sich schließlich für die Michigan State University.
Für die Michigan State Spartans lief er als Rookie für einen Raumgewinn von 605 Yards und acht Touchdowns. 2011 gelangen ihm 948 Yards Raumgewinn und 13 Touchdowns. In seiner Juniorsaison erlief er den meisten Raumgewinn aller Runningbacks der Big Ten Conference und gewann den „Rushing-Titel“ mit durchschnittlich 139 Yards pro Spiel. Am 3. Januar 2013 verkündete Bell, dass er auf ein weiteres mögliches Jahr am College verzichtet, um am NFL Draft 2013 teilzunehmen.

## NFL

### Pittsburgh Steelers

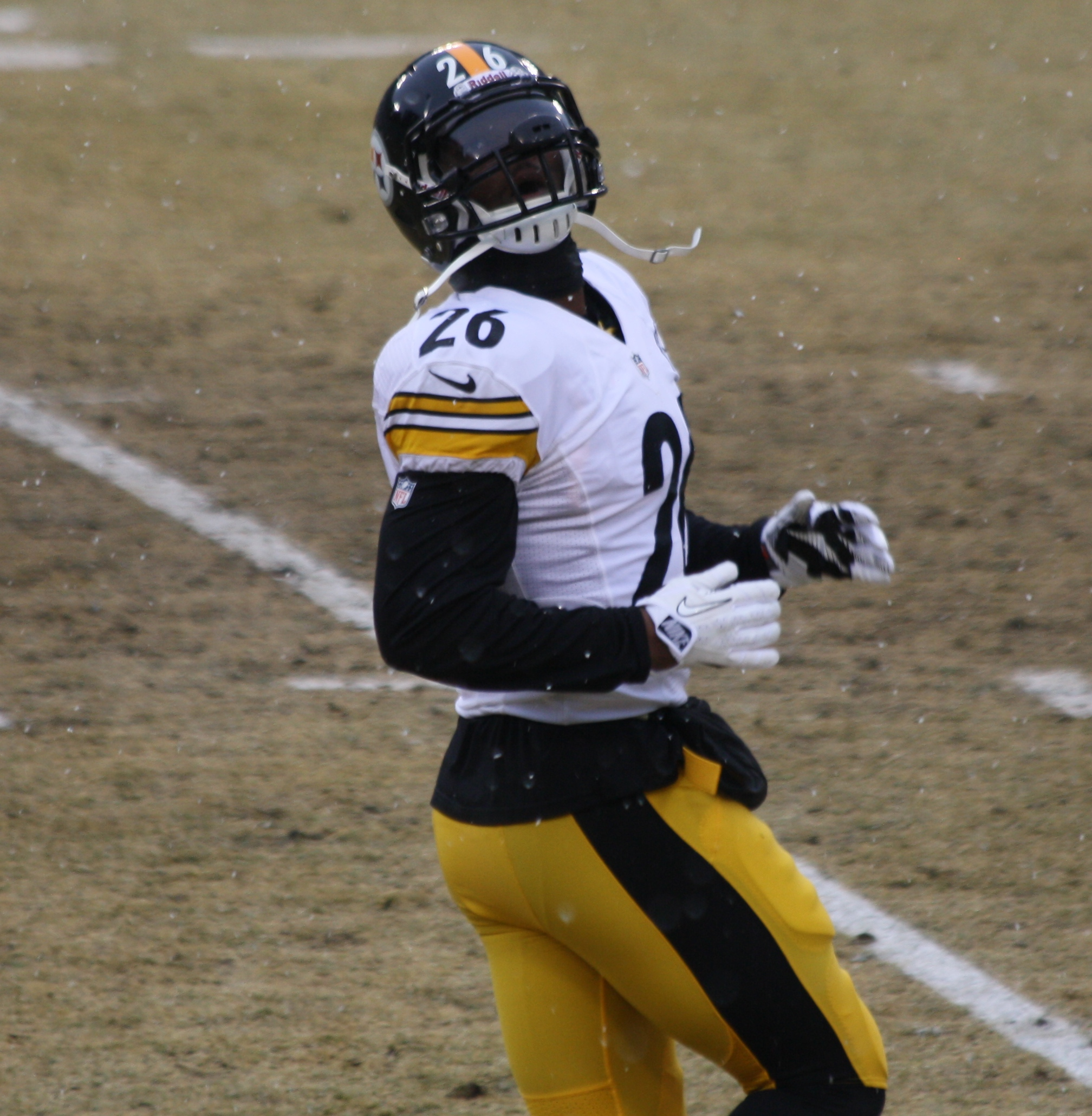
Bell beim Aufwärmen (2013)

Die Pittsburgh Steelers wählten Bell in der zweiten Runde des NFL Drafts 2013 an 48. Stelle aus. Kurz darauf unterschrieb er einen Vierjahresvertrag über 4,12 Millionen US-Dollar. Aufgrund einer Verletzung kam er zum ersten Mal am vierten Spieltag gegen die Minnesota Vikings in der NFL zum Einsatz, wo er 57 Yards und zwei Touchdowns erlief.
Der Durchbruch gelang ihm in der Saison 2014, als er vom Rookie zum All-Pro aufstieg. Nur dem Runningback der Dallas Cowboys, DeMarco Murray, gelangen in dieser Spielzeit mehr Yards im Laufspiel bzw. Raumgewinn insgesamt. Allerdings fing Bell unter den Runningbacks die meisten Bälle und erzielte die meisten Yards pro Fang. Er stellte einen Rekord der Steelers auf, indem er zum Saisonbeginn in sieben Spielen in Folge mehr als 100 Yards Raumgewinn schaffte. Außerdem stellte er den Rekord von Walter Payton für drei Spiele in Folge mit mehr als 200 Yards Raumgewinn ein.
Zu Beginn der Saison 2015 wurde er zusammen mit LeGarrette Blount mit Marihuana erwischt und für die ersten vier Spiele gesperrt. Später wurde die Strafe zuerst auf drei und dann auf zwei Spiele reduziert. Am achten Spieltag zog er sich gegen die Cincinnati Bengals eine Knieverletzung zu und fiel für den Rest der Saison aus.
In der Saison 2016 wurde er wegen eines verpassten Drogentests zuerst für die ersten vier, nach einer Verkürzung der Strafe für die ersten drei Saisonspiele gesperrt.
Nach der Saison konnten sich Bell und die Steelers nicht auf einen neuen Vertrag einigen. Die Steelers belegten Bell daraufhin in den folgenden beiden Saisons mit dem Exclusive Franchise Tag, was seine Verhandlungsoptionen auf die Steelers beschränkte. In der Saison 2017 saß er daraufhin die gesamte Off- und Preseason aus. Dennoch schaffte er es, 1.291 Yards zu erlaufen, den drittbesten Wert der Saison. In der Saison 2018 unterzeichnete er vor der Trade Deadline den Franchise-Tag-Vertrag nicht und kam daher in der Saison 2018 zu keinem Einsatz.

### New York Jets
Nachdem die Steelers seinen Vertrag auslaufen ließen, unterschrieb Bell am 13. März 2019 einen Vierjahresvertrag über 52,5 Millionen Dollar bei den New York Jets. Bei den Jets blieb Bell in der ersten Saison deutlich hinter den Erwartungen zurück, er erlief 789 Yards bei nur 3,2 Yards Raumgewinn pro Lauf.
Am 13. Oktober 2020 entließen die Jets Bell nach fünf Spieltagen der Saison 2020, nachdem sie zuvor erfolglos versucht hatten, einen Trade mit einem anderen Team abzuschließen. Kurz darauf schloss sich Bell den Kansas City Chiefs an.

### Weitere Karrierestationen
Am 8. September 2021 schloss er sich dem Practice Squad der Baltimore Ravens an. Er wurde für die Spiele in Woche 4 und 6 in den aktiven Kader befördert und am 19. Oktober 2021 in den aktiven Kader aufgenommen. Am 16. November 2021 wurde er von den Ravens entlassen.
Am 22. Dezember 2021 wurde er von den Tampa Bay Buccaneers unter Vertrag genommen. Er kam in drei Spielen zum Einsatz und wurde am 22. Januar 2022 entlassen, als Leonard Fournette wieder einsatzbereit war.

### Rushing-Statistik
| Jahr   | Team   | Att   | Yards | Avg | Lng | TD | Fmb | Fmb lst |
| ------ | ------ | ----- | ----- | --- | --- | -- | --- | ------- |
| 2013   | PIT    | 244   | 860   | 3,5 | 43  | 8  | 1   | 1       |
| 2014   | PIT    | 290   | 1.361 | 4,7 | 81  | 8  | 0   | 0       |
| 2015   | PIT    | 113   | 556   | 4,9 | 42  | 3  | 0   | 0       |
| 2016   | PIT    | 261   | 1.268 | 4,9 | 44  | 7  | 3   | 1       |
| 2017   | PIT    | 321   | 1.291 | 4,0 | 27  | 9  | 2   | 2       |
| 2018   | PIT    | 0     | 0     | 0   | 0   | 0  | 0   | 0       |
| 2019   | NYJ    | 245   | 789   | 3,2 | 19  | 3  | 1   | 0       |
| 2020   | NYJ    | 19    | 74    | 3,9 | 30  | 0  | 0   | 0       |
| Gesamt | Gesamt | 1.493 | 6.199 | 4,2 | 81  | 38 | 7   | 4       |

Quelle: nfl.com

### Receiving-Statistik
| Jahr   | Team   | Rec | Yards | Avg  | Lng | TD | Fmb | Fmb lst |
| ------ | ------ | --- | ----- | ---- | --- | -- | --- | ------- |
| 2013   | PIT    | 45  | 399   | 8,9  | 43  | 0  | 0   | 0       |
| 2014   | PIT    | 83  | 854   | 10,3 | 48  | 3  | 0   | 0       |
| 2015   | PIT    | 24  | 136   | 5,7  | 20  | 0  | 0   | 0       |
| 2016   | PIT    | 75  | 616   | 8,2  | 32  | 2  | 1   | 0       |
| 2017   | PIT    | 85  | 655   | 7,7  | 42  | 2  | 1   | 0       |
| 2018   | PIT    | 0   | 0     | 0    | 0   | 0  | 0   | 0       |
| 2019   | NYJ    | 66  | 461   | 7,0  | 23  | 1  | 0   | 0       |
| 2020   | NYJ    | 3   | 39    | 13,0 | 30  | 0  | 0   | 0       |
| Gesamt | Gesamt | 381 | 3.160 | 8,3  | 48  | 8  | 2   | 0       |

Quelle: nfl.com

## The Masked Singer
Im November 2022 nahm Bell als Milkshake an der achten Staffel der US-amerikanischen Version von The Masked Singer teil, in der er den zehnten Platz erreichte. Zu Beginn einer NFL-Mottofolge der zehnten Staffel sang er I Gotta Feeling der The Black Eyed Peas.